# Luther P. Eisenhart

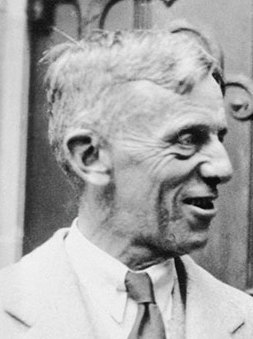
Luther P. Eisenhart, etwa 1933

Luther Pfahler Eisenhart (* 13. Januar 1876 in York (Pennsylvania); † 28. Oktober 1965 in Princeton) war ein US-amerikanischer Mathematiker.

## Leben und Wirken
Eisenhart studierte Mathematik am Gettysburg College (Bachelor-Abschluss 1896) und an der Johns Hopkins University, wo er 1900 promoviert wurde mit einer Arbeit über Differentialgeometrie (Infinitesimal deformation of Surfaces), die stark der Tradition von Gaston Darboux verhaftet war, dessen Lehrbücher über Differentialgeometrie Eisenhart studiert hatte. Ab 1900 war er an der Princeton University, wo er 1909 Professor wurde und 1945 emeritierte. Auch nach seiner Emeritierung blieb er aber mathematisch aktiv. 1925 bis 1933 war er dort Dekan der mathematischen Fakultät und danach Dekan (Dean) der Graduate School. Nach dem Tod von Henry Fine 1928 leitete er als Chairman die mathematische Fakultät in Princeton. Beeinflusst durch die Allgemeine Relativitätstheorie von Albert Einstein (der am nahen Institute for Advanced Study ab den 1930er Jahren wirkte) wandte er sich ab 1925 Verallgemeinerungen der Riemannschen Geometrie zu. Er schrieb in seiner Zeit verbreitete Lehrbücher der Differentialgeometrie und arbeitete später auch über Vereinheitlichte Feldtheorien im Sinn von Einstein.
1910 wurde er Fellow der American Association for the Advancement of Science. 1914 war er Vizepräsident der American Mathematical Society (AMS) und 1931/32 ihr Präsident. 1911 bis 1925 war er Herausgeber der Annals of Mathematics und 1917 bis 1923 der Transactions of the AMS. 1913 wurde er als gewähltes Mitglied in die American Philosophical Society aufgenommen. Er war ab 1922 Mitglied der National Academy of Sciences, deren Vizepräsident er von 1945 bis 1949 war. Er war mehrfacher Ehrendoktor.
Der Asteroid (20136) Eisenhart wurde nach ihm benannt.

## Schriften
- Transformations of Surfaces. 2. Auflage. Chelsea 1966
- Continuous Groups of Transformations, Dover 1961
- Riemannian Geometry, 1926, Princeton University Press 1966
- Non-Riemannian geometry, New York, American Mathematical Society, 1927
- A treatise on the differential geometry of curves and surfaces, Boston, New York, Ginn and Company, 1909